# Chapelle de la Magdelaine du Gâvre
La chapelle de la Magdelaine du Gâvre est un édifice religieux situé dans la commune française du Gâvre (département de la Loire-Atlantique),.
Cette chapelle appartenait à l'origine à un établissement religieux fondé au XIIe siècle, quelques décennies avant la fondation de la ville franche du Gâvre en 1225 par le duc Pierre de Dreux.

## Localisation
La commune du Gâvre se trouve près de Blain (chef-lieu de canton), à une quarantaine de kilomètres au nord de Nantes (chef-lieu du département).
Le village de la Magdelaine est situé à trois kilomètres au nord-ouest du bourg du Gâvre, à la limite de la forêt domaniale, la plus étendue du département (45 km²). Non loin de la Magdelaine passait une ligne de chemin de fer reliant Nantes à Rennes via Guémené-Penfao, aujourd'hui totalement démantelée et devenue un itinéraire de promenade.

## Description
La chapelle est un bâtiment simple pourvu d'un clocher.
Le mobilier comporte une crédence d’origine et une statue polychrome en pierre tendre calcaire du XVe siècle représentant la Vierge de Notre-Dame de Grâce,,.

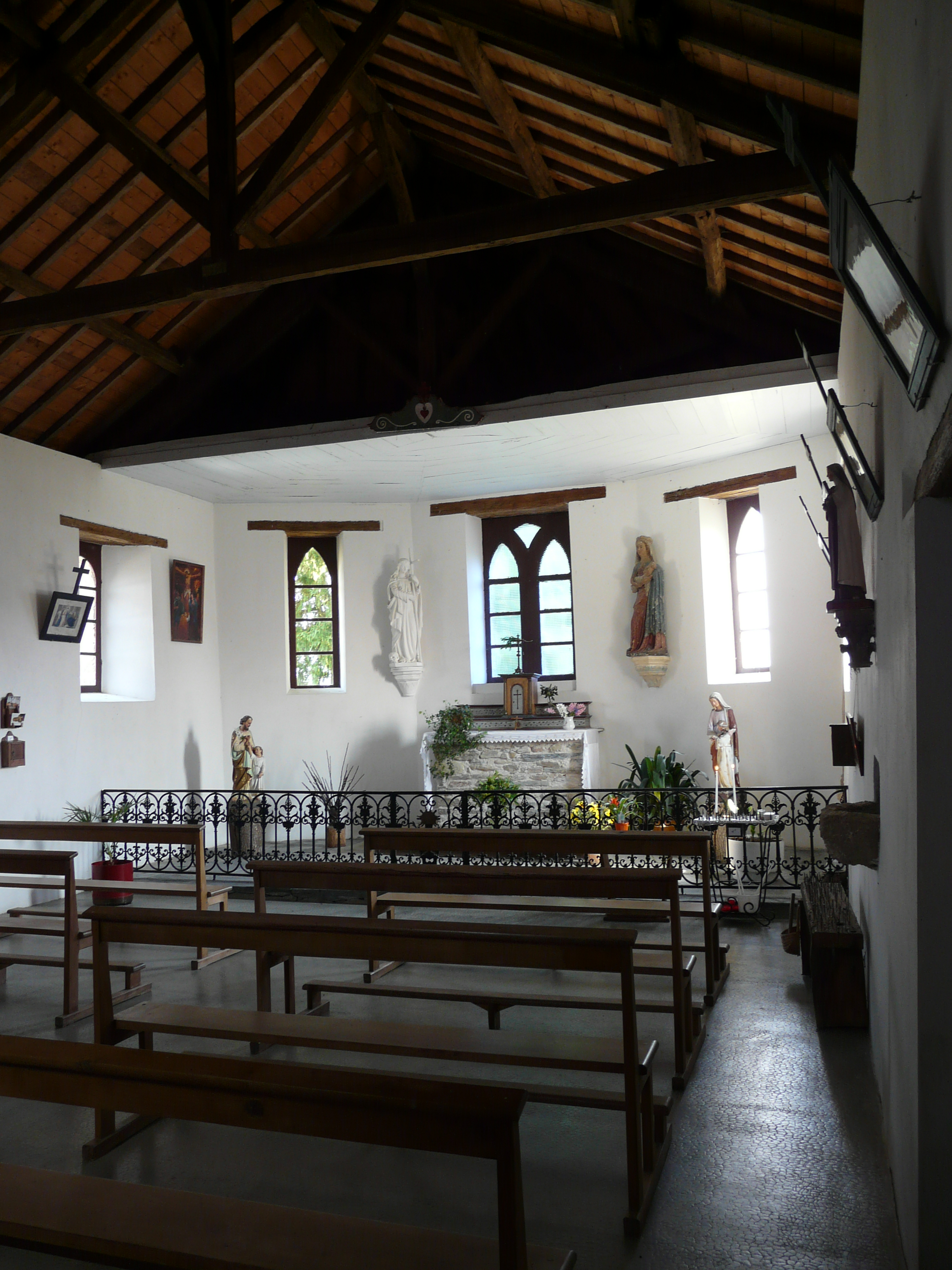
Intérieur de la chapelle.
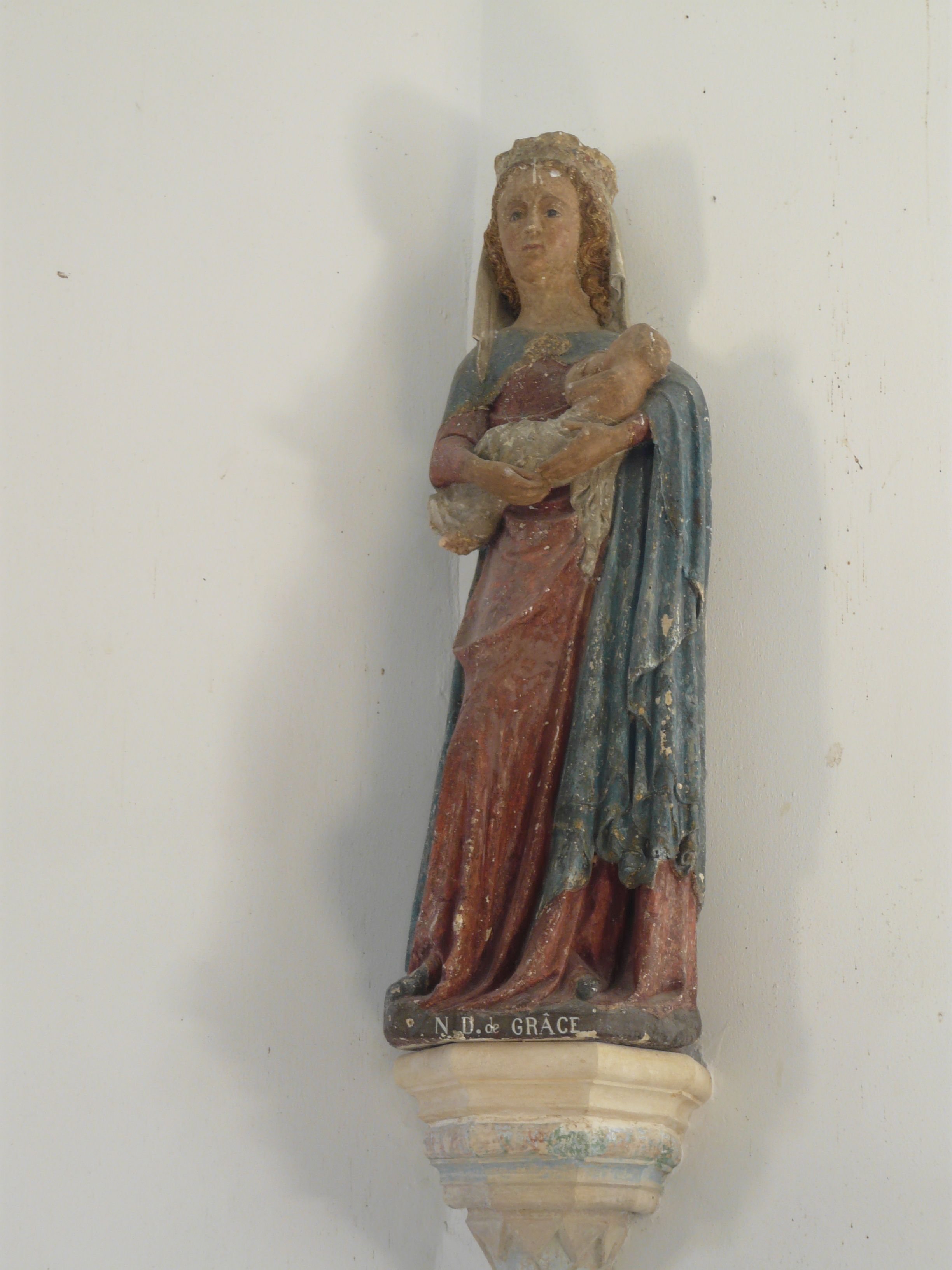
Vierge de la chapelle de la Magdeleine.

## Histoire
Cette chapelle est édifiée à la même époque que les maladreries de Saint-Lazare, dont Marie-Madeleine ou Marie de Magdala, appelée aussi Marie la Magdaléenne, la sainte patronne. 
Lieu de culte, d'isolement et de prise en charge des malades de la lèpre. Avec la date inscrite sur un tirant de sa charpente : l'an 1199 On y célébrait antérieurement, le culte de Cernunnos qui incarnerait le cycle biologique de la nature à l'image du cerf, l'animal qui le symbolise. Fréquemment associé à la Déesse-mère.

### Moyen Âge
Au XIIe siècle, la duchesse Constance se retrouve veuve avec deux enfants : la princesse Eléonore et l'héritier du trône Arthur de Bretagne (1187-1203), fils posthume de Geoffroy II. Elle épouse alors Guy de Thouars et donne naissance à Alix de Bretagne (1200-1221), future femme de Pierre de Dreux (duc-baillistre de 1213 à 1237, fondateur de la ville franche du Gâvre). 
C'est à cette époque (probablement avant le mariage avec Guy de Thouars) qu'est fondée, dans une forêt située sur les terres du domaine ducal, la léproserie de la Magdelaine, afin d'accueillir recevoir les malades de la contrée. Il est communément admis que cet établissement est fondé sous les auspices de l'abbaye de Blanche Couronne, située près de Savenay.
Au XVe siècle, elle est dénommée « Madeleine de ays », plus tard « de ys », puis « d'aiff » et enfin « d'iff ».

### Temps modernes
Propriété de Pierre de Cornulier, dit l'abbé de Cornulier, né le 11 novembre 1634, seigneur de la Pérochère, conseiller privé du Roi et prieur de la Madeleine d'Iff et Claude de Cornulier, né le 2 octobre 1685, prieur de la Madeleine d'Iff dans la paroisse du Gâvre fit ses preuves pour l'ordre de Saint Lazare et du Mont Carmel où il fut reçu chevalier en 1723.
Plusieurs siècles d'histoire de la vie de la chapelle du prieuré de la Magdelaine demeurent inconnus. En 1793, en effet, les révolutionnaires firent brûler des archives contenant des documents précieux pour l'histoire locale : 14 charretées furent anéanties sur la place publique à Blain, 33 à Châteaubriant ; à Nantes il en fut de même, selon l'érudit Cahour, président de la Société archéologique de Nantes.
Depuis 1780, le prieuré de la Magdelaine est arrenté à perpétuité aux fermiers moyennant une rente annuelle à l'église.[réf. nécessaire]

### Période de la Révolution
À partir de 1791, la rente annuelle doit être payée à l'État qui s'est emparé des biens ecclésiastiques[pas clair]. C'est l'époque de la Terreur, les fermiers s'acquittent de leur dette annuelle, des impôts et des réquisitions.[réf. nécessaire]
En 1793 la chapelle est désignée pour être incendiée, mais elle est sauvée par un habitant du Gâvre, celui ci la demanda pour y loger ses moutons.

### XIXesiècle
Du XIXe siècle, seuls quelques fragments de vitraux subsistaient à la fenêtre du chevet. Ils représentaient un personnage en tunique brune, la tête entourée d'une auréole, levant sa main bénissante sur un homme prosterné à ses pieds : la scène de Jésus guérissant un lépreux, près de Capharnaüm; ou celle du lépreux qui, guéri avec neuf autres. Avec les figures de sainte Marie-Magdelaine à la façade, de saint Lazare et de sainte Marthe à l'entrée du sanctuaire.

## Circuit touristique de la chapelle de la Magdeleine
Ce parcours d’environ sept kilomètres (en moyenne 2 h 15 de marche) parcourt les clairières, futaies, allées cavalières et sentiers forestiers,.